# Цикало Єгор Олександрович
Єгор Олександрович Цикало (нар. 7 вересня 2001, Бахмут, Україна) — український футболіст, центральний захисник чеського клубу «Теплиці».

## Кар'єра
Єгор Цикало — вихованець «Колоса» з Ковалівки. У серпні 2021 року перебрався до Чехії, де виступав за молодіжні команди місцевих клубів «Татран», «Горки» та «Тепліце».
22 вересня 2024 року Цикало забив дебютний гол у Вищій лізі Чехії за Тепліце, що не врятувало його клуб від поразки остравському Баніку з рахунком 2:3.
У січні 2025 Єгор Цикало на правах оренди приєднався до «Руха» з Хожува. Перший гол за «Рух» він забив 25 лютого 2025 року у матчі 1/4 фіналу Кубка Польщі, коли оформив дубль у ворота «Корони».